# Sarantja
Sarantja (russisk: Саранча) er en russisk spillefilm fra 2015 af Jegor Baranov.

## Medvirkende
- Pjotr Fjodorov som Artjom
- Paulina Andrejeva som Lera
- Dmitrij Sjevtjenko som Gurevitj
- Jekaterina Volkova som Natalija
- Jevgenija Dmitrijeva som Irina